# День Республіки (Туреччина)
День Республіки (тур. Cumhuriyet Bayramı) — державне свято в Туреччині на честь проголошення Турецької Республіки 29 жовтня 1923 року. Щорічні святкування починаються о 13:00 28 жовтня і тривають 35 годин. 
В цей день усі державні установи закриті. Його також відзначають на Північному Кіпрі.

## Історія
29 жовтня 1923 року Мустафа Кемаль Ататюрк проголосив Туреччину республікою, на честь цієї події було започатковано національне свято День Республіки. Туреччина де-факто була республікою з 23 квітня 1920 року, дати створення Великих національних зборів Туреччини, але офіційне підтвердження цього факту прийшло через три з половиною роки.  29 жовтня 1923 року було проголошено статус нації як республіки, а її офіційну назву було оголошено Türkiye Cumhuriyeti («Турецька Республіка»). 
Після цього у Великих національних зборах Туреччини відбулося голосування, після підбиття підсумків якого Мустафа Кемаль Ататюрк став першим президентом Турецької Республіки.
Проголошення республіки було оголошено в Анкарі запалом з 101 зброї і відзначено в ніч з 29 на 30 жовтня 1923 року у столиці та по всій країні.

## Галерея

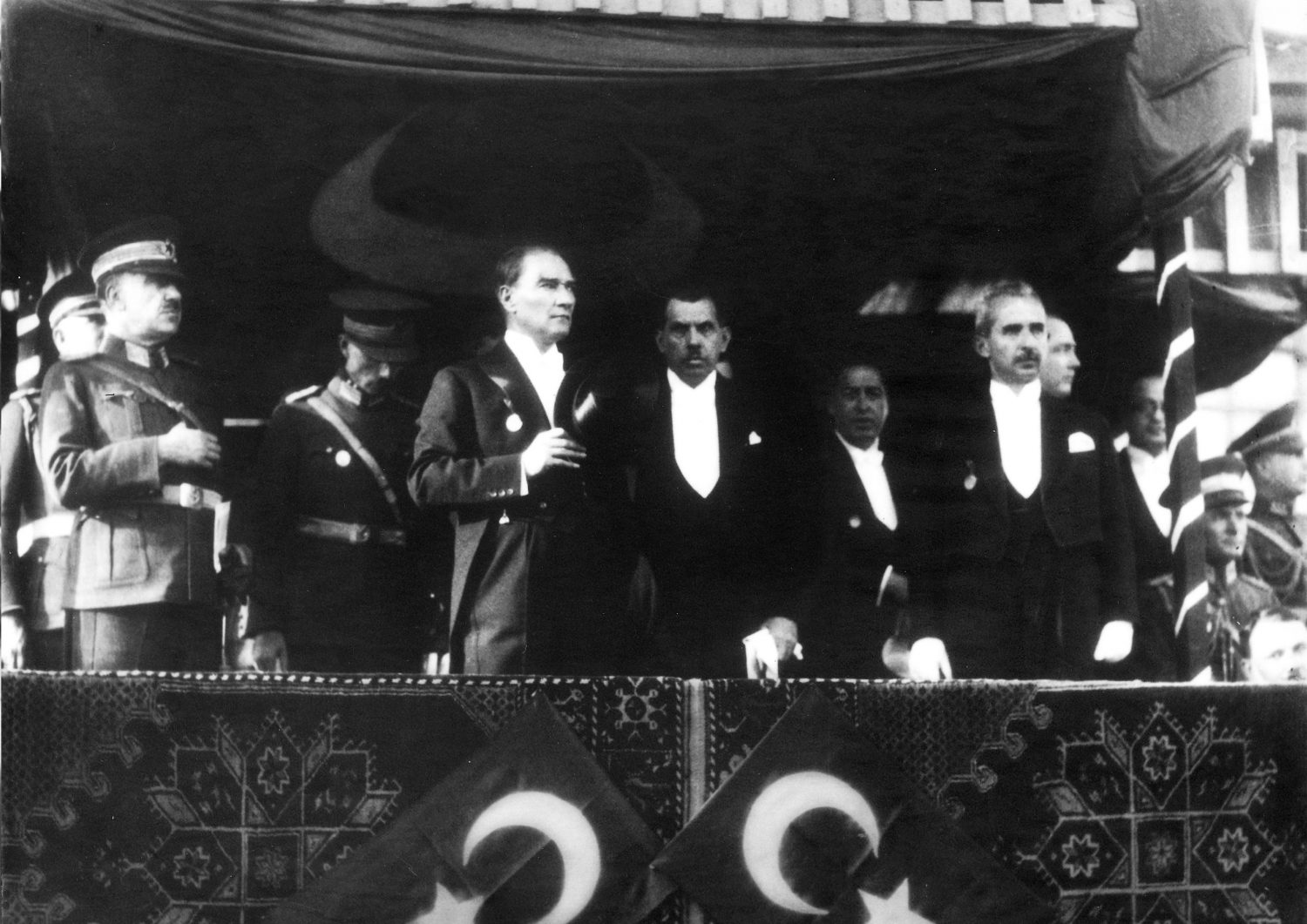
Промова Мустафи Кемаля 1933 року на 10-й річниці Турецької Республіки, зліва направо : начальник Генерального штабу Марешал Февзі (Чакмак), президент Газі Мустафа Кемаль (Ататюрк), спікер Великих національних зборів Казим Кепрюлю (Озалп), Прем'єр-міністр Ісмет (Іненю)
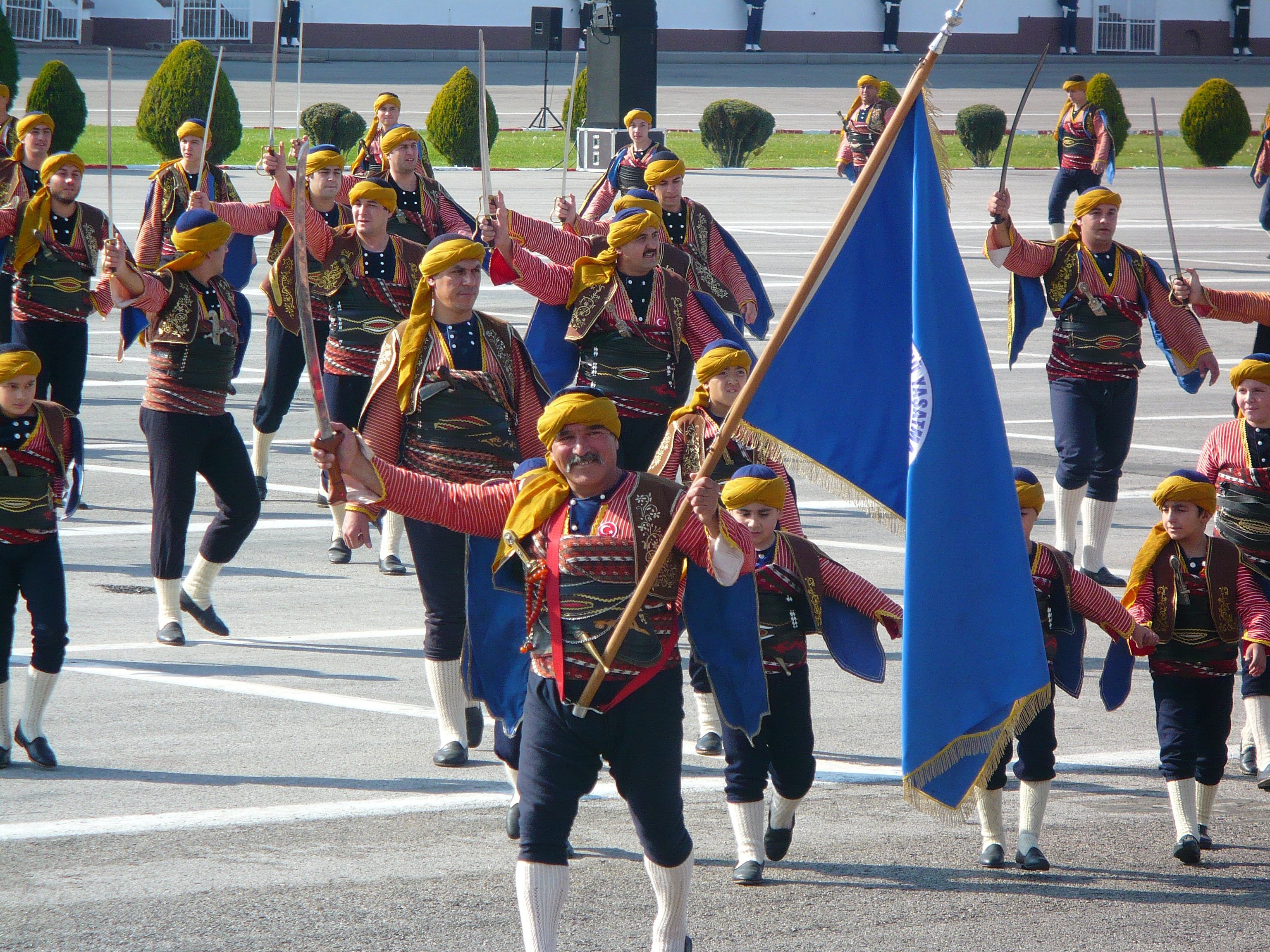
Чоловіки в традиційних сейманських костюмах (2008)
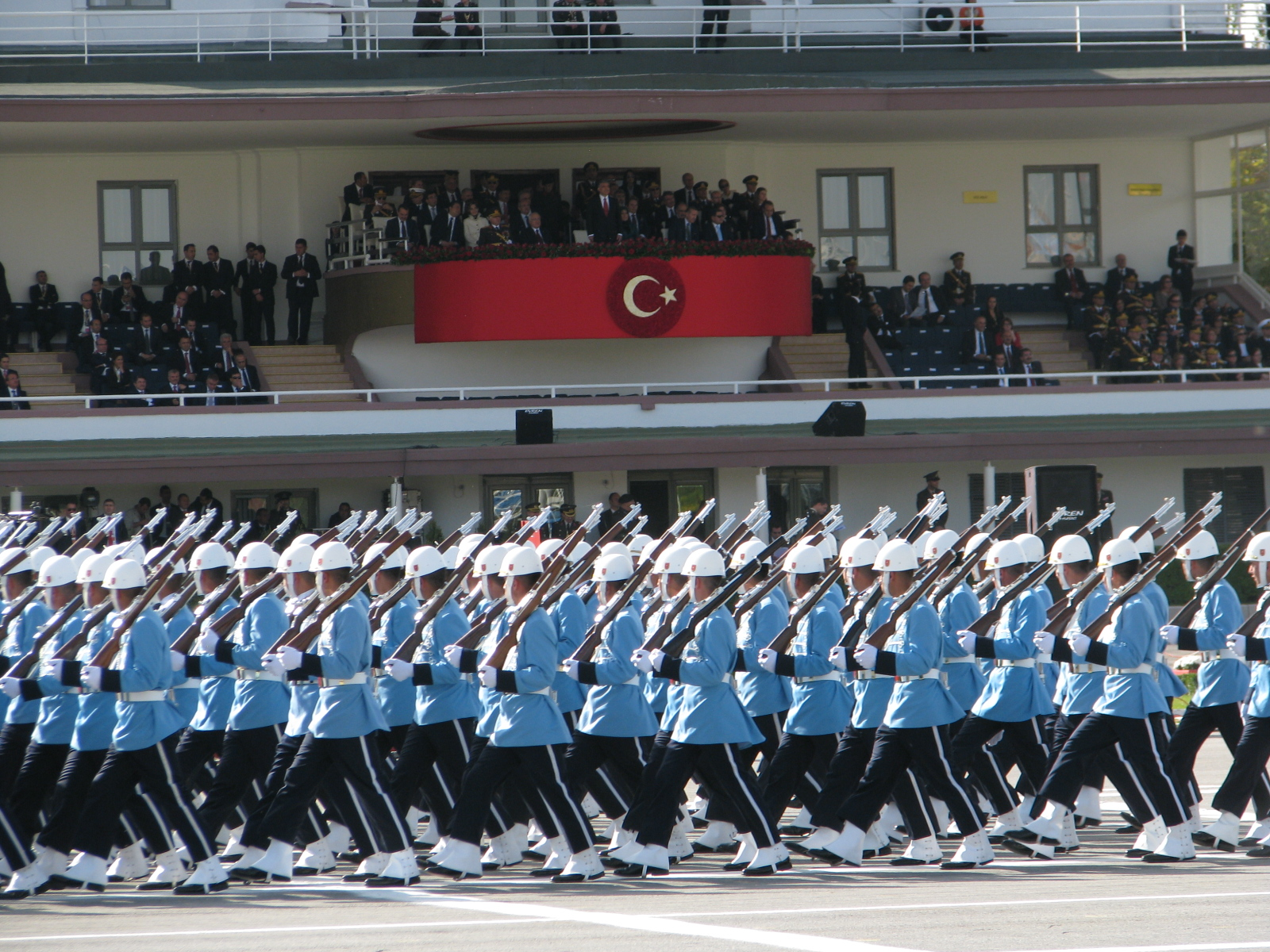
Військовий парад під час святкування Дня Республіки в Анкарі (2012)
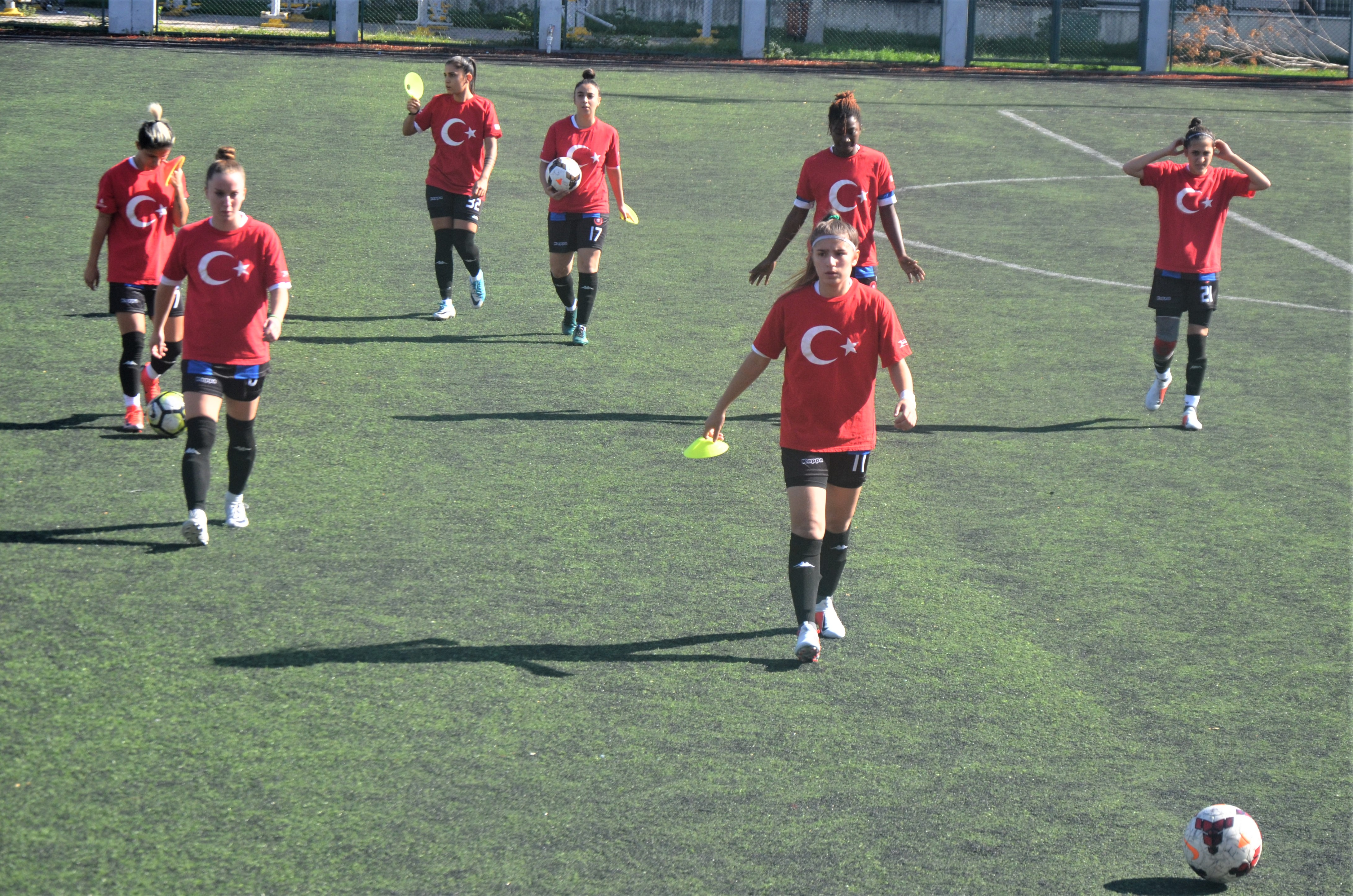
Жіночі футболістки Fatih Vatan Spor у формі до Дня Республіки (2018)